# Gong est mort, vive Gong
Albums de Gong
Gazeuse!
(1976) Live Etc.
(1977)
Gong est mort, vive Gong est un album live de Gong. C'est un double album enregistré en concert le 28 mai 1977 à l'hippodrome de Paris et sorti chez Tapioca la même année.
Ce concert est la réunion de la formation de la période psychédélique de Gong, celle de la trilogie Radio Gnome Invisible. Il voit le retour occasionnel de Daevid Allen, Gilli Smyth et Steve Hillage qui avaient quitté le groupe en 1974 et 1975.
Au cours de ce concert-marathon de 12 heures, le groupe joue l’intégralité de ses 4 albums phares : Camembert Electrique, Flying Teapot, Angel's Egg et You. Certains morceaux sont en versions rallongées, d'autres sont incomplets ou rebaptisés. Le disque inclut moins de la moitié de ce que Gong a joué ce soir là.

## Titres

### Face 1
1. Can't Kill Me (Daevid Allen) – 7:53
2. I've Been Stoned Before (Allen) / Mister Long Shanks (Allen) / O Mother (Allen) – 6:39
3. Radio Gnome Invisible (Allen) – 2:39

### Face 2
1. Zero the Hero and the Witch's Spell (Allen, Christian Tritsch) – 10:04
2. Flute Salad (Didier Malherbe) / Oily Way (Allen, Malherbe) / Outer Temple (Tim Blake, Steve Hillage) – 10:09

### Face 3
1. Inner Temple (Zero Meets the Octave Doctor) (Allen, Malherbe) – 6:01
2. IAO Chant and Master Builder (C.O.I.T.) – 7:05
3. Sprinkling of Clouds (C.O.I.T.) – 4:50

### Face 4
1. From the Isle Of Every Where to the End of the Story of Zero the Hero (C.O.I.T.) – 12:14
2. You Never Blow Your Trip For Ever (C.O.I.T.) – 8:26

## Musiciens
- Bert Camembert (Daevid Allen) – guitare, chant
- Steve Hillage - guitare, chant
- Mister T. Being (Mike Howlett) – basse
- Shakti Yoni (Gilli Smyth) – space whisper
- Miquette Giraudy - Synthétiseurs, chœurs
- High T. Moonweed (Tim Blake) – synthétiseurs, claviers
- Bloomdido Bad de Grass (Didier Malherbe) – saxophone Selmer, flûte
- Le Père Cushion de Strasbourger (Pierre Moerlen) – batterie

### Production
- Andy Scott – ingénieur
- Daevid Allen, Christian Gence – mix au Studio Izason, Paris
- Venux De Luxe – son live
- Daevid Allen – dessin de pochette